# Sun Mengya
Dans ce nom chinois, le nom de famille, Sun, précède le nom personnel.
Pour les articles homonymes, voir Sun.
Sun Mengya (en chinois simplifié : 孙梦雅 ; chinois traditionnel : 孫夢雅 ; pinyin : Sūn Mèngyǎ), née le 3 mai 2001, est une céiste chinoise. Elle remporte l'or olympique en C2 - 500 m à Tokyo en 2021.

## Carrière
Lors des Championnats du monde de course en ligne de 2019, elle remporte la médaille d'or avec Xu Shixiao sur le C2 - 500 m. Aux Jeux olympiques d'été de 2020, Sun Mengya remporte l'or sur le C2 - 500 m avec Xu en 1 min 55 s 495 devant les Ukrainiennes et les Canadiennes.

## Palmarès

### Jeux olympiques
- médaille d'or en C2 - 500 m aux Jeux olympiques d'été de 2020 à Tokyo

### Championnats du monde
- médaille d'or en C2 - 500 m aux Championnats du monde de course en ligne de 2019 à Szeged

### Jeux asiatiques
- médaille d'or en C2 - 500 m aux Jeux asiatiques de 2018 à Jakarta
- médaille d'or en C1 - 200 m aux Jeux asiatiques de 2018 à Jakarta